# Mundial 78 (historieta)
Mundial 78 es una historieta serializada entre 1977 y 1978 del dibujante de cómics español Francisco Ibáñez protagonizada por Mortadelo y Filemón. 

## Sinopsis
Mondonguillo I, presidente de la inexistente República Africana del Mondongo, quiere organizar un mundial de fútbol, pero la FIFA no le ha concedido la organización. Mondonguillo I intentará vengarse saboteando el mundial 78 en Argentina. Mortadelo y Filemón deberán impedirlo. Para no levantar sospechas participarán con la selección española. Por si fuera poco, el profesor Bacterio los acompañará con sus inventos.

## Comentarios
En principio la historieta se llamó simplemente Mundial, pero le pusieron el numeral después. Mortadelo y Filemón ya había jugado a fútbol en la historieta corta ¡A por ese balón! de 1976, pero esta es la primera vez que participan en un mundial. Por imposiciones editoriales (ya que a Ibáñez no le gustaba nada el fútbol  y aborrecia dibujar a los jugadores "con sus botitas llenas de tacos") el historietista tuvo que volver a meter a sus agentes en todos los mundiales desde esa fecha, con la excepción del mundial de El mundial de México (Mundial 86), que fue realizada por el Bruguera Equip después de que Ibáñez fuera a Grijalbo. El mundial de 1990 es el único que no cuenta con una historieta larga, sino con una corta de 8 páginas, la titulada El Mundial de Futbol Italia-90. 
Por primera vez en una historieta de Mortadelo aparecen políticos reales: Adolfo Suárez, por entonces presidente del Gobierno y el general Jorge Rafael Videla, entonces presidente de la junta militar argentina. Igualmente, el malo de la historieta, el general Mondonguillo, es una caricatura evidente de Idi Amín, por entonces dictador de Uganda.